# 郑州第二砂轮厂旧址
郑州第二砂轮厂旧址位于河南省郑州市中原区华山路78号，为1956年始建的第二砂轮厂旧址。2019年10月16日，由中华人民共和国国务院公布为第八批全国重点文物保护单位。

## 历史
第二砂轮厂（简称“二砂”）是第一个五年计划期间兴建的大型磨料磨具骨干企业。工厂于1953年筹备，1956年动工建设，并于1964年通过国家验收正式投产。20世纪80年代是二砂最辉煌的时期，当时二砂为全国最大的磨料磨具企业，产品远销海外。1993年，以二砂为主体成立白鸽（集团）股份有限公司，并于深圳证券交易所上市，为河南省第一家A股上市公司。但随后企业效益开始下滑，最终于2006年底经过资产置换，上市公司主体变更为中原环保，并以原白鸽股份磨料磨具相关资产为主体成立了白鸽磨料磨具有限公司。2013年，国机精工接管该公司的运营，并决定将主厂区搬迁至位于荥阳市的郑州市新材料产业园区。
因二砂厂旧址拥有大量老工业厂房、仓库等工业遗产建筑，具有历史文化意义，该厂区被规划改造为二砂文化创意园，并于2018年5月18日正式开工。

## 建筑特色
二砂厂由东德援建，建筑风格为包豪斯风格，与著名的北京798艺术区风格类似，因此又被称为“郑州798”。其旧址文物本体包括陶瓷砂轮制造车间（27号车间）、橡胶砂轮制造车间、砂轮成品库及发送间、厂部办公大楼、耐火物原料及结合剂加工车间、金刚砂仓库及结合剂处理间、备用工具及润滑油仓库等多个工业建筑，总建筑面积约8.78万平方米，保存完好且具有较高的艺术价值。现存建筑均为钢筋混凝土结构，钢筋混凝土屋架或钢屋架。其中陶瓷砂轮制造车间使用装配式钢筋混凝土结构，弧形锯齿形屋顶，占地7.42万平方米，为当时全国单体建筑面积最大的厂房。

## 争议事件
2022年11月，时值2019冠状病毒病疫情期间，郑州市相关部门决定在二砂27号厂房建立医学观察点（即方舱医院），并于2022年11月3日启动建设。该消息经媒体发布后即引发争议，因涉及对全国重点文物保护单位进行改建，一些民众质疑此举的合规性。针对质疑，郑州市相关部门负责人在11月9日接受媒体采访时称在二砂建设方舱医院是对闲置厂房的借用，而并非改造。另外，方舱医院的建设并不涉及对文物本体进行改造，也不改变文物外观，只是临时使用空间，因此不需报批。然而，国家文物局随后回应称已向下级单位作出指示，不会再出现此类改建行为。最终，“郑州发布”（中共郑州市委和郑州市人民政府的官方信息发布平台）在11月12日发布消息称，郑州二砂文化创意园不再作为方舱医院建设。

## 图集

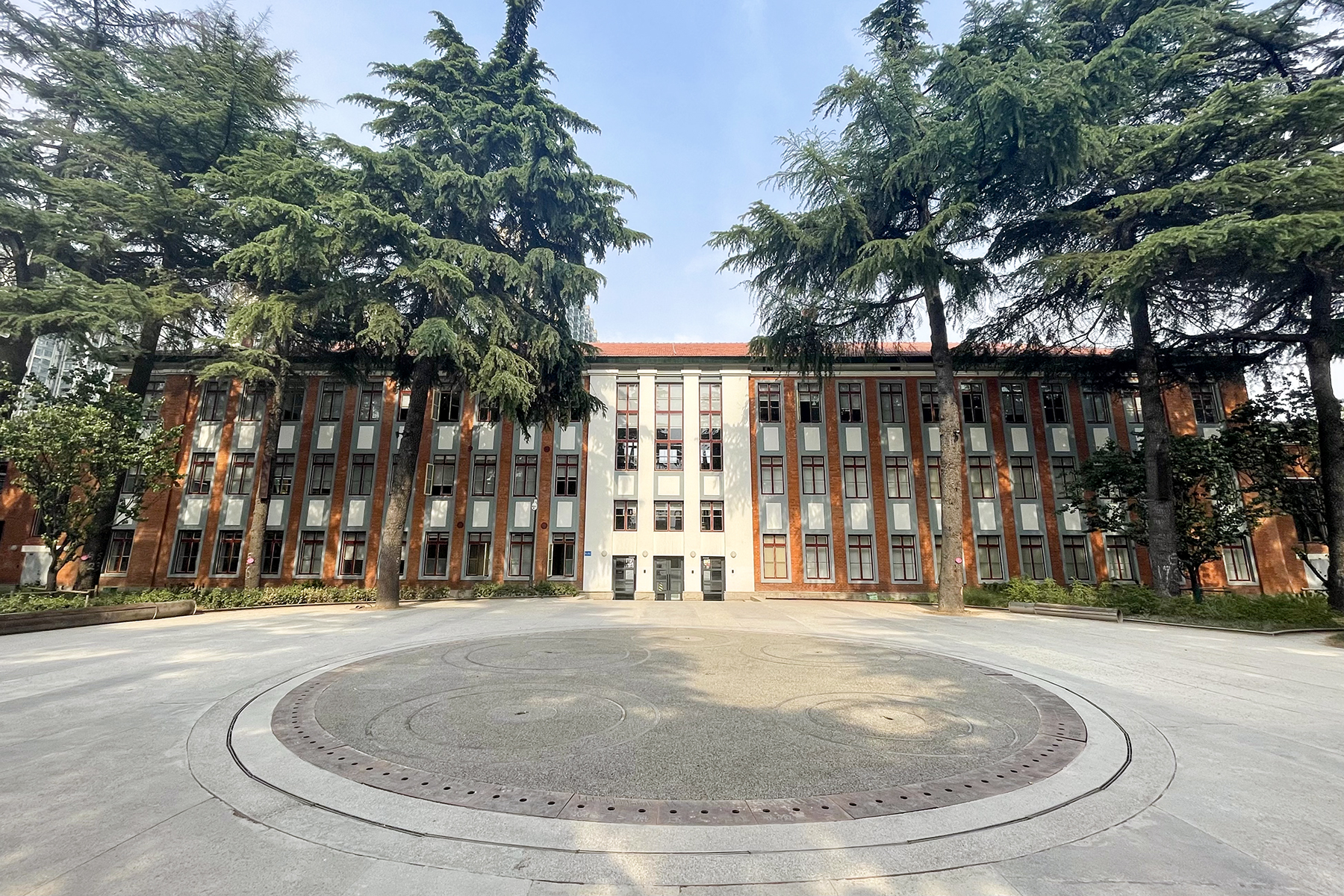
主办公楼
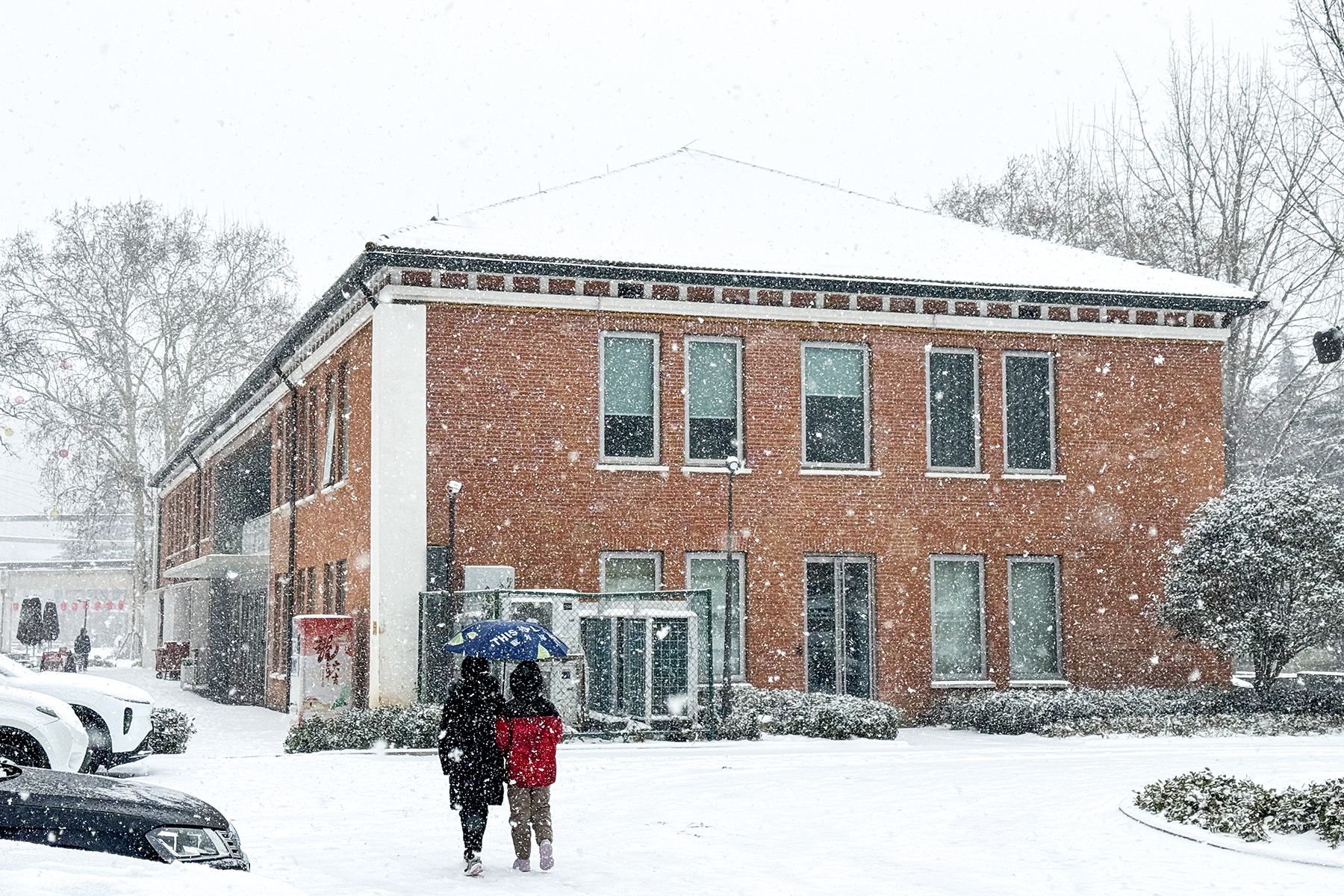
雪中的北办公楼
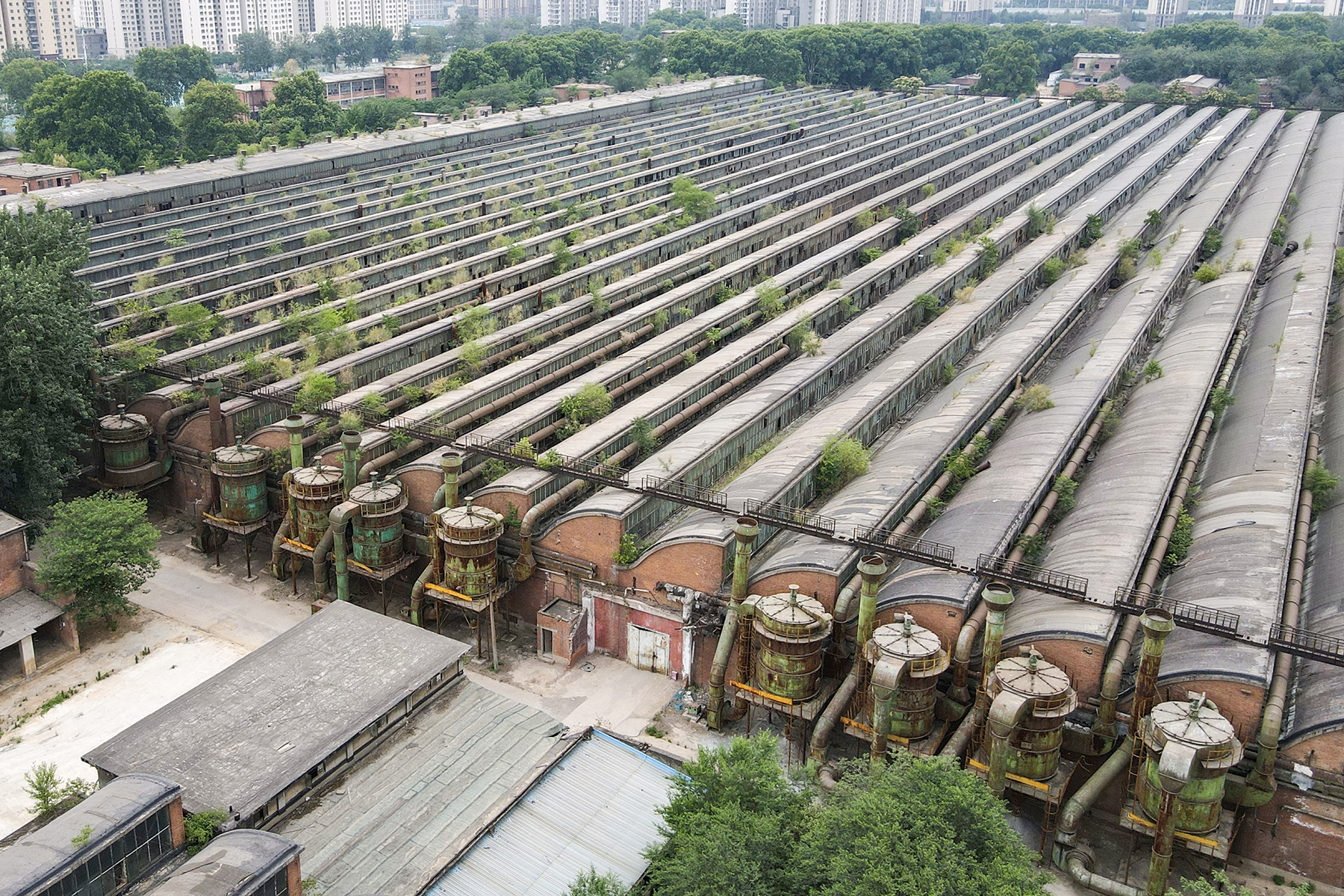
陶瓷砂轮制造车间（27号厂房）
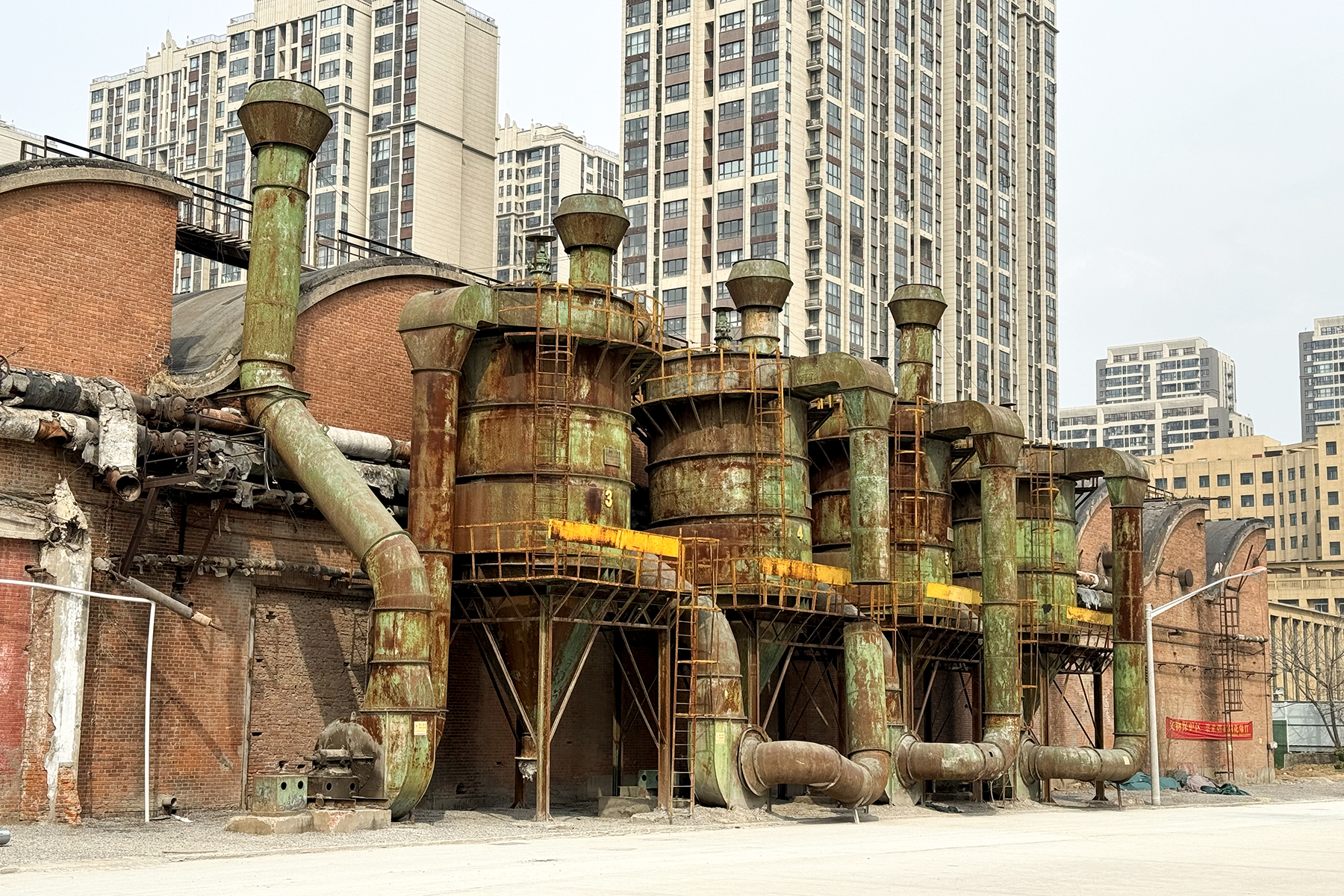
27号厂房外的除尘设备
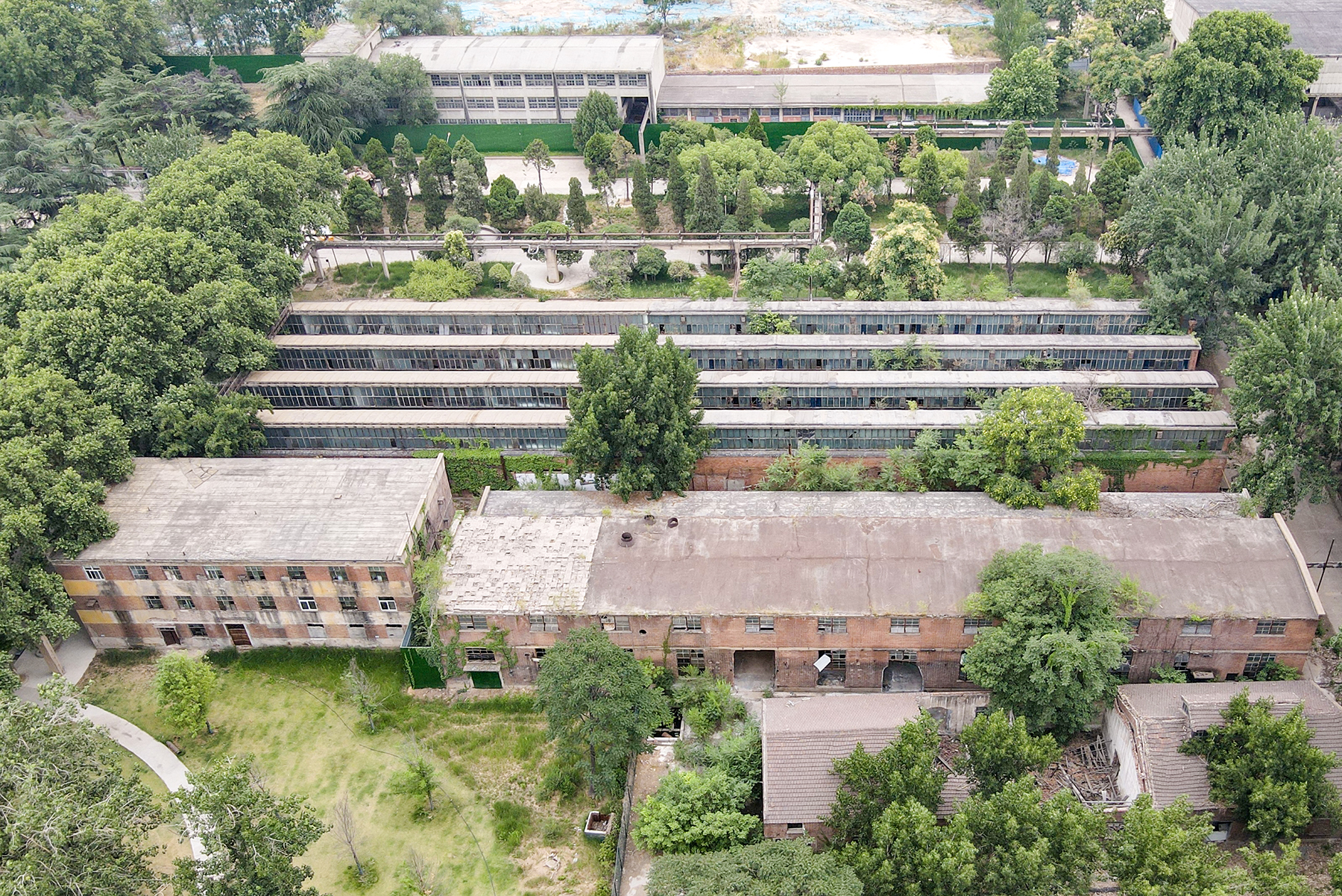
橡胶砂轮制造车间
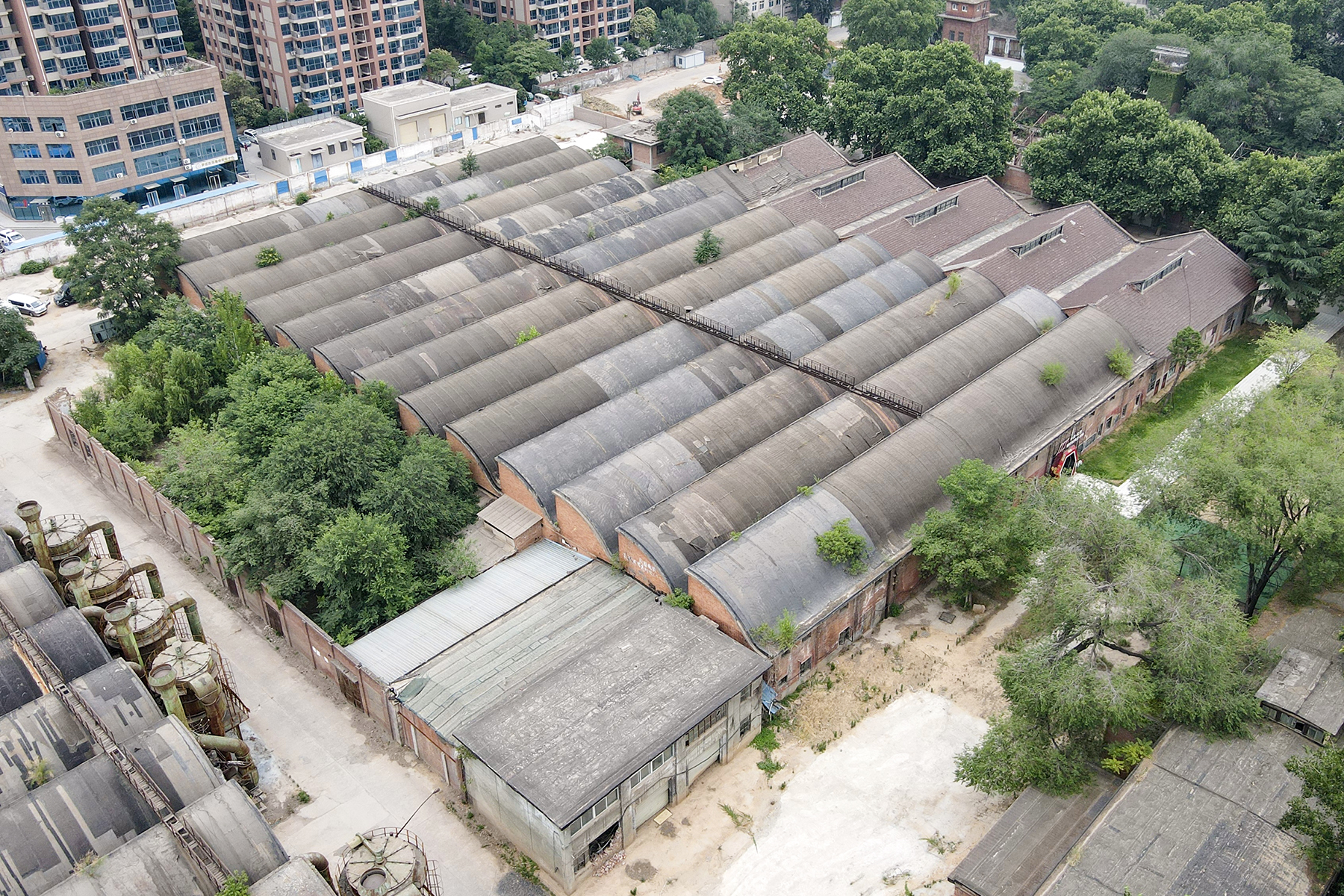
砂轮仓库
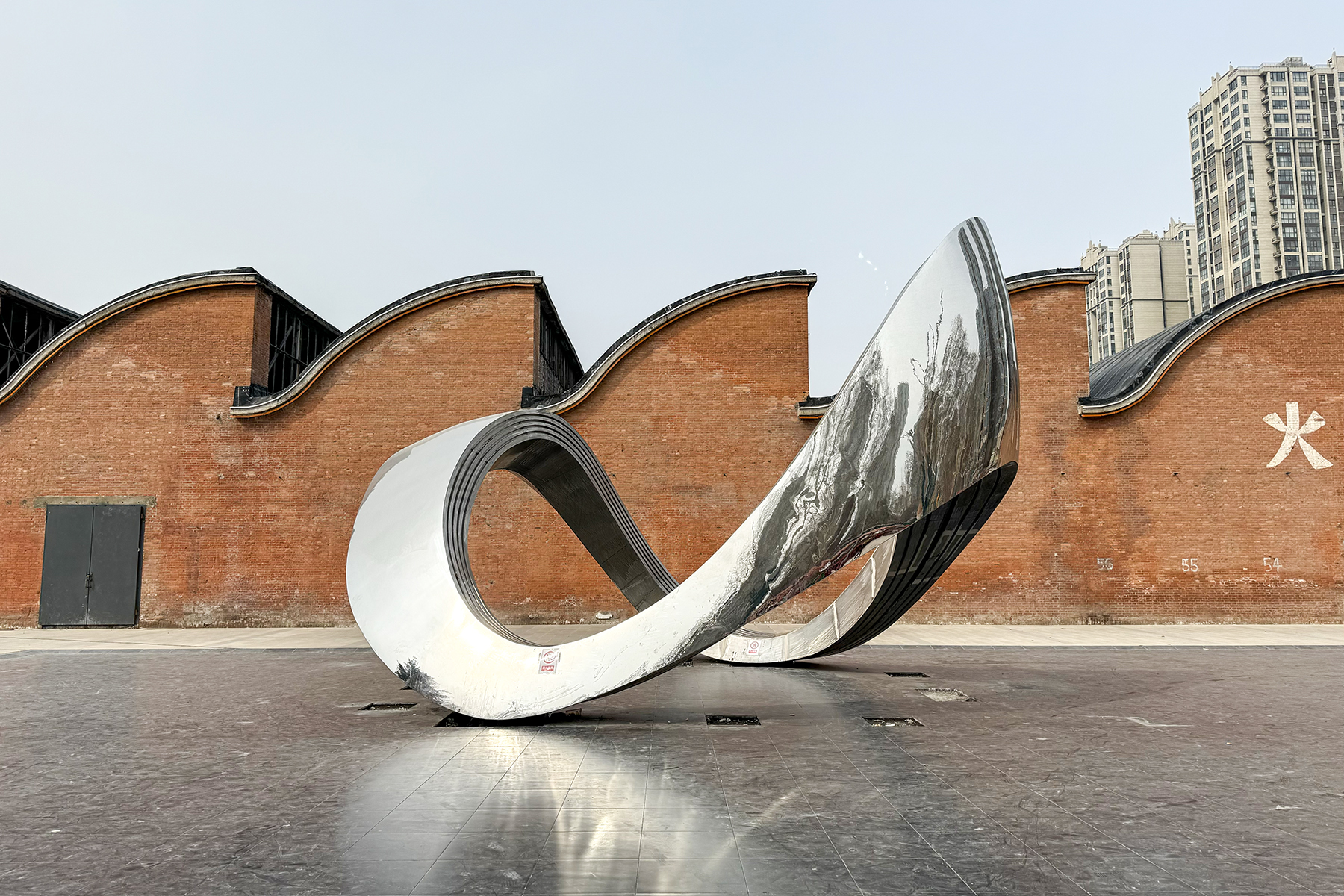
改造后的二砂文创园一景

## 交通
| 郑州地铁 10 二砂站 郑州公交 \| 华山路伊河路 \| 华山路伊河路 \| 华山路伊河路 \| 华山路伊河路 \| 华山路伊河路 \| \| 编号 \| 路线 \| 路线 \| 路线 \| 备注 \| \| ------------ \| ---------------------- \| ---------------------- \| ---------------------- \| ---------------------- \| \| 58 \| 华山路公交站 \| ⇆ \| 火车站西广场 \| \| \| 210 \| 兴国路公交站 \| ⇆ \| 花寨公交站 \| \| \| B13 \| 电厂路公交站 \| ⇆ \| 昆仑路汝河路 \| \| \| S109 \| 建设路国棉六厂 \| ⇆ \| 西三环淮河路 \| \| \| S112 \| 华山路公交站 \| ⇆ \| 绿城广场 \| \| \| Y3 \| 华山路公交站 \| ⇆ \| 火车站南港湾 \| 夜间服务 \| \| Y38 \| 已于2024年12月29日停办 \| 已于2024年12月29日停办 \| 已于2024年12月29日停办 \| 已于2024年12月29日停办 \| |                        |                        |                        |                        |
| 华山路伊河路 |                        |                        |                        |                        |
| 编号 | 路线                   | 路线                   | 路线                   | 备注                   |
| 58 | 华山路公交站           | ⇆                      | 火车站西广场           |                        |
| 210 | 兴国路公交站           | ⇆                      | 花寨公交站             |                        |
| B13 | 电厂路公交站           | ⇆                      | 昆仑路汝河路           |                        |
| S109 | 建设路国棉六厂         | ⇆                      | 西三环淮河路           |                        |
| S112 | 华山路公交站           | ⇆                      | 绿城广场               |                        |
| Y3 | 华山路公交站           | ⇆                      | 火车站南港湾           | 夜间服务               |
| Y38 | 已于2024年12月29日停办 | 已于2024年12月29日停办 | 已于2024年12月29日停办 | 已于2024年12月29日停办 |